# Toby Wallace
Toby Mark Wallace (Londra, 11 novembre 1996) è un attore britannico naturalizzato australiano.

## Biografia
Trasferitosi in Australia da giovane, è conosciuto per aver interpretato Campbell nella serie televisiva di Netflix The Society. Nel 2019 ha vinto il Premio Marcello Mastroianni come migliore attore esordiente alla 76ª Mostra internazionale d'arte cinematografica di Venezia per il film Babyteeth.
Nel 2009 è stato candidato all'AACTA al miglior giovane attore per il ruolo di Tom nel film Lucky Country di Kriv Stenders.

## Filmografia

### Cinema
- Lucky Country, regia di Kriv Stenders (2009)
- Surviving Georgia, regia di Sandra Sciberras e Kate Whitbread (2011)
- Ritorno all'isola di Nim (Return to Nim's Island), regia di Brendan Maher (2013)
- Galore, regia di Rhys Graham (2013)
- The Turning, registi vari (2013)
- Grandad, regia di Jonathon Dutton – cortometraggio (2013)
- A Great Man, regia di Josh Dawson – cortometraggio (2013)
- The Last Time I Saw Richard, regia di Nicholas Verso – cortometraggio (2014)
- Boys On Film 11: We Are Animals, registi vari (2014)
- St Elmo, regia di Emily Dynes – cortometraggio (2016)
- Boys in the Trees, regia di Nicholas Verso (2016)
- Smashed, regia di Sean Lahiff – cortometraggio (2017)
- Tangles and Knots, regia di Renee Petropoulos – cortometraggio (2017)
- Entrenched, regia di Joseph Chebatte – cortometraggio (2018)
- Acute Misfortune, regia di Thomas M. Wright (2018)
- Nursery Rhymes, regia di Thomas Noakes – cortometraggio (2018)
- Babyteeth - Tutti i colori di Milla (Babyteeth), regia di Shannon Murphy (2019)
- The Bikeriders, regia di Jeff Nichols (2023)
- Finestkind, regia di Brian Helgeland (2023)
- Eden, regia di Ron Howard (2024)

### Televisione
- Underbelly Files: The Man Who Got Away, regia di Cherie Nowlan – film TV (2011)
- Neighbours – soap opera, 6 episodi (2012)
- Never Tear Us Apart: The Untold Story of INXS – miniserie TV (2014)
- Parer's War, regia di Alister Grierson – film TV (2014)
- It's a Date – serie TV, 1 episodio (2014)
- Romper Stomper – serie TV, 6 episodi (2018)
- The Society – serie TV, 10 episodi (2019)
- Pistol – serie TV, 6 episodi (2022)

## Doppiatori italiani
Nelle versioni in italiano delle opere in cui ha recitato, Toby Wallace è stato doppiato da:
- Emanuele Ruzza in Eden

## Riconoscimenti
- 2009 – AFI Award[4]
  - Nomination Miglior giovane attore per Lucky Country

- 2019 – Mostra internazionale d'arte cinematografica
  - Premio Marcello Mastroianni ad un attore o attrice emergente per Babyteeth
  - Nave d'argento alla migliore OTP per Babyteeth (con Eliza Scanlen)

- 2019 – Marrakech International Film Festival
  - Miglior attore per Babyteeth

- 2020 – Sunset Film Circle Awards
  - Nomination SFC Award for Scene Stealer per Babyteeth

- 2020 – Huading Award
  - Best Global New Performer in a Motion Picture per Babyteeth

- 2020 – AACTA Award
  - Miglior attore per Babyteeth